# Zero Tolerance Entertainment
Zero Tolerance Entertainment é uma produtora de filmes pornográficos americana com sede em Los Angeles, na Califórnia. Os estúdios Third Degree Films e Black Ice são empresas irmãs da ZT. Os seus filmes são geralmente classificados como pornografia gonzo.

## Prêmios
- 2005: AVN Award - 'Best Oral-Themed Series' for Blow Me Sandwich[5]
- 2006: AVN Award - 'Best Oral-Themed Feature' for Blow Me Sandwich 7[5]
- 2007: Adam Film World Guide Award - 'Best Interactive Sex Movie' for Interactive Sex With Courtney Cummz[6]
- 2007: Adam Film World Guide Award - 'Best Girl-Girl Vignette Series' for Girlvana 2[6]
- 2007: Adam Film World Guide Award - 'Best 2-On-1 Series' for Double Decker Sandwich[6]
- 2008: AVN Award - 'Best All-Girl Release' for Girlvana 3[7]
- 2008: AVN Award - 'Best Interactive DVD' for Interactive Sex with Jenna Haze[7]
- 2008: Adult DVD Empire Award - 'Best All-Sex DVD' for Girlvana 3[1]
- 2008: Adult DVD Empire Award - 'Best Interactive DVD' for Interactive Sex with Jenna Haze[1]
- 2008: Adult DVD Empire Award - 'Best Selling DVD' for Interactive Sex with Jenna Haze[1]
- 2009: AVN Award - 'Best All-Girl Release' for Girlvana 4[8]